# Cucullia arizona
Cucullia arizona là một loài bướm đêm trong họ Noctuidae.